# Malá Lehota
Malá Lehota és un poble i municipi d'Eslovàquia que es troba a la regió de Banská Bystrica.

## Història
La primera menció escrita de la vila es remunta al 1388.

## Demografia
| Godina             | 1994 | 2004    | 2014    | 2024    |
| ------------------ | ---- | ------- | ------- | ------- |
| Nombre de persones | 1166 | 1017    | 885     | 791     |
| Diferència         |      | −12,77% | −12,97% | −10,62% |

| Godina             | 2023 | 2024   |
| ------------------ | ---- | ------ |
| Nombre de persones | 812  | 791    |
| Diferència         |      | −2,58% |